# Thiona phalaena
Thiona phalaena là một loài bướm đêm trong họ Noctuidae.